# Peter Norvig
Peter Norvig är en amerikansk datavetare. Han är för närvarande forskningschef på Google. Norvig har skrivit boken Artificial Intelligence: A Modern Approach tillsammans med Stuart J. Russell.